# Star Wars: The Old Republic
Star Wars: The Old Republic (conocido también por sus siglas SWTOR) es un videojuego de rol multijugador masivo en línea que está basado en el universo ficticio de Star Wars creado por George Lucas. El juego ha sido desarrollado por BioWare Austin y un equipo complementario en BioWare Edmonton. El título del juego así como el inicio de su desarrollo fue anunciado por primera vez el 21 de octubre de 2008, en un evento solo por invitación de prensa, aunque el primer anuncio oficial de él se hizo el 30 de octubre de 2007 en una rueda de prensa, pero de manera muy vaga y sin un título ni más detalles.
El juego se desarrolla en la era de la antigua república, trescientos años después de los hechos acontecidos en Caballeros de la Antigua República y 3600 años antes de los acontecimientos de las películas, esto de acuerdo con la cronología oficial de Star Wars. La historia en sí consiste en la aparición de un nuevo imperio Sith el cual empieza un proceso de conquista del planeta gobernado por los Jedi, la tierra de las galaxias (planeta parecido a la tierra) donde la paz y el orden de la República reinan por toda la galaxia hasta el punto de atacar la capital de la República, obligándola a firmar un tratado que se conocería como Tratado de Coruscant. Tras la firma de dicho tratado, comienza un periodo de relativa paz, pero ambos bandos siguen vigilando las acciones del otro con la posibilidad de que la guerra vuelva a empezar.

## Sinopsis
Tres Mil Años antes de la aparición de Darth Vader [...] La República Galáctica se quedó para las generaciones como un bastión de la paz en una galaxia en guerra. Protegida por sus incondicionales tutores Jedis, la República representó la mayor esperanza para el progreso de la civilización y la unidad galáctica. Mientras tanto en un paradero desconocido de las profundidades del espacio, un poderoso Imperio fue creado, dirigido por un oscuro Lord Sith que soñaba con la dominación de la galaxia y la venganza contra sus antiguos enemigos los Jedi. Después de siglos de preparación llegó el momento en el que los Sith hicieran su regreso. Con una gran flota y un impresionante ejército de tropas que inspiraban miedo, el emperador Sith lanzó un asalto por sorpresa, antes de capturar a docenas de mundos en el borde exterior de la galaxia y desatando una guerra como ninguna otra en toda la historia. De las heladas tierras de Ilum a las llanuras del desierto de Dathomir, perecieron millones de soldados y ciudadanos. A pesar de su declarada neutralidad, las estructuras del mundo de Mannan fueron completamente destruidas, obligando a los Selkath a retirarse de su océano al mundo subterráneo. En otros sistemas fue mucho peor, algunos quedaron destruidos y otros inhabitables. La matanza concluyó con el Imperio Sith saqueando la capital de la República, y obligando al Senado Galáctico a firmar el polémico Tratado de Coruscant.

En los años posteriores al Tratado, el temor y la incertidumbre se han apoderado de la galaxia, lo que permite al emperador Sith perseguir sus propios fines, mientras que la República destina sus esfuerzos en reconstruir sus infraestructuras y ajustar las prioridades militares para el nuevo paisaje galáctico. Ahora, las tensiones entre la República y el Imperio Sith son intensas y una serie de escaramuzas fronterizas y guerras de poder han estallado, incluso en los planetas históricamente pacíficos como Alderaan. La frágil tregua establecida por el Tratado de Coruscant rápidamente se ha ido desvaneciendo y se ha retomado la guerra en todos los términos menos en los oficiales. Una nueva generación de héroes, tanto de la luz como del lado oscuro surge para hacer frente a las dificultades de estos tiempos caóticos, y luchar por el destino de la galaxia en esta época desesperada.
Argumento oficial de The Old Republic.

## Personajes
Star Wars: The Old Republic (que tiene lugar casi 4000 años antes de la batalla de Yavin 4 donde Luke Skywalker hizo volar la primera Estrella de la Muerte y se ganó el puesto de Comandante de la Rebelión) dispone de un elenco de personajes determinante para la historia del videojuego. Cada uno de ellos tiene asignado el bando en el que luchará y la página oficial de SWTOR los ha dividido en tres bandos: los pertenecientes a la República galáctica, los que pertenecen al Imperio Sith y los independientes, que pueden llegar a unirse a uno u otro bando.

### República Galáctica
- Satele Shan: Caballero Jedi femenino. De acuerdo a The Old Republic, ostenta el título de Gran maestro Jedi siendo la persona más joven en la historia de los Jedi en obtenerlo, es descendiente directa de Bastila Shan y Revan, ambos personajes de KOTOR, pero posee un carácter muy diferente a ella. Aparece por primera vez en el tráiler Hope combatiendo contra Darth Malgus en la batalla de Alderaan.[5]
- Supremo Canciller Janarus: Líder de la República en los tiempos de SWTOR, antiguo senador de Coruscant, llegó al poder gracias a su liderazgo en el saqueo de la ciudad capital, lleva grandes presiones gobernando una república al borde del colapso, sin embargo él ha aceptado esa carga con gusto, cree que los valores de la república, la libertad y el autogobierno son la herramienta efectiva para enfrentar al Imperio Sith.[6]
- Diab Duin: Diplomático, es persona de pocas palabras, pesimista y convencida de que la república está al borde de desaparecer, pero resulta ser más reflexiva e independiente que los demás.[7]
- T7-01: Es una peculiar y obstinada droide que lleva más de dos siglos funcionando, posee un registro detallado de todas las misiones que ha llevado a cabo en sus 200 años de existencia, ha desarrollado un carácter especial por ello y ha estado al servicio de senadores, espías, contrabandistas e incluso caballeros Jedi.[8]
- General Garza: Comandante de las fuerzas de la república, es una de los oficiales más experimentados que hay, una mujer de fuerte carácter pero de gran experiencia, posee un genio táctico y estratégico brillante y ha sido un soporte para la República en contra de los Sith.[9]

### Imperio Sith
- Darth Malgus: Señor oscuro de los Sith, poderoso guerrero de primera línea. Malgus es famoso por el ataque que realizó a Coruscant, destruyendo el templo de los Jedi y matando a gran cantidad de Maestros Jedi. Posee una enorme inteligencia y ha dirigido expediciones a las regiones desconocidas. Se le considera una voz disidente en el consejo oscuro de los Sith, por lo que ha llegado a ganarse muchos enemigos.[10]
- Darth Jadus: Enigmático y poderoso señor de los Sith, posee una personalidad distinta a sus pares: frío y calculador, no se entrega a la ira como los otros Sith. Es el líder de una red de espías al servicio del imperio, pero al igual que Malgus se ha ganado muchos enemigos.[11]
- Keeper: Es el jefe de los mejores espías del imperio, responsable de las acciones de los agentes, ha conservado su puesto más de una década, es cruel y despiadado, pero tiene que serlo si no quiere perder su puesto en el imperio Sith.[12]
- Gran Moff Kilran: Es el comandante supremo de las fuerzas imperiales, cruel, carismático e inteligente ha llevado a las fuerzas imperiales a más de una victoria con sus tácticas militares las cuales le valieron la victoria en la batalla de Coruscant valiéndole el sobrenombre del carnicero de Coruscant entre los civiles de la República.[13]
- Khem Val: Es un ser extraño que lleva siglos de vida, en un tiempo sirvió a Tulak Hor, uno de los señores Sith del pasado, posee una gran famas por devorar muchos Jedis durante los siglos de su existencia, psicológicamente no tiene una noción paso del tiempo.[14]

## Contenido del juego
Los miembros de las dos principales facciones, la República Galáctica y el Imperio Sith, tendrán diferentes modalidades y un aspecto clave del proyecto consiste en diferenciar entre la facción de los jugadores y la modalidad. Aunque cada clase en The Old Republic seguirá a favor de un estilo de juego determinado (ya sea a distancia, cuerpo a cuerpo, o de otra manera), la caracterización de los personajes junto con sus compañeros contribuirá a tener una u otra clase de poder y hacer frente a muchas situaciones diferentes, con o sin el apoyo de otros personajes jugables, y sin necesidad de otras clases específicas con el fin de seguir adelante.
Las opciones de los jugadores se hará forma permanente se abrirá o cerrará historias y afectar a los jugadores no jugador (NPC) compañeros. La intención es que el juego debería proporcionar más contexto para las misiones de los personajes que cualquier otro MMORPG. Cada personaje del juego, incluyendo el personaje del jugador, contará con una voz llena de diálogo para mejorar la jugabilidad y la interacción contará con un sistema de diálogo similar a la utilizada en la serie Mass Effect. Los jugadores podrán elegir entre una variedad de NPCs, a pesar de pasar el tiempo con un solo compañero, y eso les ayudará más en la historia de desarrollo y contenido que el tiempo que reparte entre varios, e incluso se puede desarrollar una relación amorosa. Bioware ha confirmado que "los jugadores antisociales" tendrán muchas dificultades, si no cumplen con las expectativas de los NPCs. 

### Planetas
Los jugadores también tendrán acceso a algunos planetas del universo de Star Wars (algunos muy conocidos por los fanes), entre los que figuran Korriban, Ord Mantell, Nal Hutta, Tython, Coruscant, Balmorra, Alderaan, Tatooine, Dromund Kaas, Taris, Belsavis, Voss, Hoth, Corellia, Ilum, Quesh, y la luna Nar Shaddaa.
| Planeta      | Descripción | Facción                              |
| ------------ | --- | ------------------------------------ |
| Alderaan     | Desde la creación de la República, la nobleza de Alderaan ha estado a la vanguardia política, posicionándose en el Senado por la paz, la libertad y la unidad. Mientras Coruscant siempre ha sido considerado el corazón de la República, en cierta medida Alderaan ha sido su alma. A raíz del Tratado de Coruscant, sin embargo, Alderaan se retiró de la República y pronto se vio envuelto en una de las guerras civiles más sangrientas de la historia de la galaxia. El futuro de este planeta es toda una incógnita. | - República Galática - Imperio Sith  |
| Balmorra     | A medida que la guerra se propagaba y extendía por la galaxia, la República ya no podía permitirse el lujo de gastar sus fuerzas en Balmorra. La República fue retirando escuadrones y tropas de Balmorra y las fue enviando a otras zonas de la galaxia hasta que finalmente, tras el acuerdo de Coruscant, la República se vio obligada a retirar oficialmente su apoyo a Balmorra. Un pequeño grupo de soldados de la República decidió quedarse en el planeta para ayudar a la resistencia, pero los balmorranos sabían que en realidad habían sido abandonados. Mientras tanto, el Imperio Sith está aumentando su presencia en el planeta, decididos a reclamar el armamento del planeta y poner fin a este conflicto de una vez por todas. | - República Galática - Imperio Sith  |
| Belsavis     | Mandalorianos, Señores Sith y las creaciones de la Alquimia Sith fueron enviados a Belsavis para su contención. Cuando los rumores de la existencia de la Tumba se extendieron, la Inteligencia Imperial comenzó a buscar la legendaria Super Prisión. Pese a los esfuerzos de la República por guardar su posición, el Imperio se enteró de su ubicación en Belsavis y envió equipos de intervención para liberar a todos los Sith encarcelados. En el corto tiempo transcurrido desde que los Imperiales llegaron a Belsavis, los terrenos de la prisión se han transformado en un laberinto de batalla y caos. El Imperio ha descubierto que la extracción de sus súbditos leales de entre sus compañeros reclusos violentos no será nada fácil y aunque la República se apresura a restablecer el orden, la amenaza de que el misterioso mal de la antigua prisión quede libre se está haciendo cada vez más real | - República Galáctica - Imperio Sith |
| Corellia     | Planeta miembro fundador de la República Galáctica, Corellia es uno de los centros de negocios más vibrantes de la galaxia y de la más alta importancia estratégica. A pesar de su reconocimiento por un ordenamiento jurídico laxo, se sabe que los corellianos son incondicionalmente leales a la República. Esta es la razón por la que hasta ahora los crecientes rumores de la influencia imperial en el gobierno local han ido siendo ignorados. Nada ha sido confirmado por fuentes fiables, pero recientemente las líneas oficiales de comunicación entre Corellia y la República han sido misteriosamente cerradas repentinamente. | - República Galáctica - Imperio Sith |
| Coruscant    | Centro de la galaxia, las torres brillantes de Coruscant simbolizan el poder y la prosperidad de la civilización de la República, el resultado de miles de años de progreso y la democracia. Coruscant ha sido capital de la República desde su fundación hace más de 20.000 años. Lugar donde vive en Canciller Supremo y sede del Senado Galáctico, Coruscant es el planeta políticamente más prominente de la galaxia. A pesar de las pérdidas iniciales de la República en la Gran Guerra, los Jedi rechazaron con éxito los ataques del imperio Sith en los mundos del Núcleo. Los ciudadanos creían que estaban a salvo en Coruscant, lo que llevó a muchos de ellos a pensar que la guerra la ganaría la República. Esa esperanza se hizo añicos cuando los Sith engañaron a los líderes de la República, atacando Coruscant y destruyendo el Templo Jedi. Desde el Tratado de Coruscant, el Senado se ha visto obligado a tomar decisiones difíciles para dar prioridad a los recursos de la República. La atención se ha centrado en apuntalar las defensas en los sistemas fronterizos y en la reconstrucción de las partes fundamentales de Coruscant para el gobierno y el comercio. Grandes partes de la ciudad siguen en ruinas y muchos de estos sectores se encuentran bajo el control de las pandillas. | - República Galáctica                |
| Dromund Kaas | Colonizado en la antigüedad por el Imperio Sith, las coordenadas hiperespaciales del planeta Dromund Kaas fueron olvidadas con el paso del tiempo y eso permitió que el planeta quedara aislado y en el olvido. Después de una aplastante derrota en la Gran Guerra Hiperespacial, el puñado de sobrevivientes Sith procuró evitar desesperadamente que fueran aniquilados por los Jedi. Más de mil años después, el Imperio ha vuelto a la galaxia... trayendo la guerra de nuevo. Los Sith han forzado a la sumisión a un gran número de sistemas mediante la guerra, pero Dromund Kaas sigue siendo la sede del Imperio, del Emperador Oscuro y de su Consejo. A pesar de sus arremolinadas tormentas eléctricas provocadas por el lado Oscuro, la presencia militar Imperial es la más visible en Dromund Kaas. Precisamente es aquí donde el poder del Imperio se pone en juego y se forjan o se rompen alianzas. Para los Moffs y para los Agentes Imperiales, el éxito y la supervivencia se consiguen gracias a la capacidad de dominar los secretos de estas intrigas. | - Imperio Sith                       |
| Hoth         | Uno de los planetas más alejados y sin vida que se conocen en la galaxia. Hoth no era de interés para la República hasta que sufrió una devastadora derrota militar. A raíz de la batalla, el planeta helado de Hoth se convirtió en un gigantesco cementerio de naves espaciales lleno de restos de cientos de buques de guerra de ambas partes, incluidos varios buques prototipo de la República concebidos con la esperanza de cambiar el curso de la guerra. A raíz del Tratado de Coruscant, sin embargo, tanto la República como el Imperio volvieron a reclamar lo que queda de sus máquinas de guerra, y Hoth se ha convertido en un punto de contención considerable. | - República Galáctica - Imperio Sith |
| Hutta        | Los hutts son los señores de la sociedad demente de Hutta, y de todas las otras razas, los emisarios extranjeros, incluso oficiales, son vistos como posible carne para los hutts. Incluso los cazadores de recompensas más famosos no se atreven a aventurarse en este planeta, y ninguna persona cuerda y en su sano juicio llegaría a Hutta voluntariamente sin un motivo crucial. Hutta se ha convertido en un caldo de cultivo para las más poderosas familias hutt que controlan los carteles del crimen que operan a través de la galaxia. Aunque venganzas mezquinas han mantenido en constante conflicto a los hutts, estos han permanecido neutrales en la larga Guerra entre la República y el Imperio Sith, manteniendo su mundo tal y como les gusta. | - Imperio Sith                       |
| Ilum         | Con la incertidumbre del resultado final de la guerra entre el Imperio Sith y la República Galáctica, el planeta helado Ilum se encuentra inmerso de lleno en este conflicto. Los cristales que crecen en abundancia en este planeta son una fuente de increíble poder y grandes posibilidades. Tanto los Jedi como los Sith hace tiempo que los usan para sus sables de luz, pero muchas de sus futuras utilidades aún están por descubrir. Recientemente, el Imperio lanzó un gran asalto contra los Jedi de Ilum, destruyendo los santuarios de la Orden e iniciando una ambiciosa operación de intenciones desconocidas. Con sus fuerzas diseminadas, la República no ha sido capaz de contrarrestar este golpe en una región tan remota. | - República Galáctica - Imperio Sith |
| Korriban     | Los primeros sith que vivieron en el desértico rojizo planeta de Korriban, estaban decididos a crecer fuertes a pesar del clima inhóspito. Su éxito culminó en una civilización audaz, que se hizo más fuerte con la llegada de los expulsados de la primera Orden Jedi. El verdadero Imperio Sith gobernado por el Emperador Oscuro espero sabiamente, y regreso a la galaxia solo cuando estaba completamente preparado para derrotar a los Jedis y a la República. Su prioridad fue retomar el planeta Korriban, creó la Academia Sith y comenzó a entrenar una nueva generación de Sith para heredar su pasado oscuro y apoderarse de su patrimonio, como los verdaderos soberanos de la galaxia. | - Imperio Sith                       |
| Makeb        | Con la actualización Terror From Beyond, se introduce este mundo totalmente para explorar en la que Makeb presenta una línea argumental completamente nueva. El cartel Hutt, cansado de ser ignorado por las grandes potencias de la galaxia, han tomado Makeb en un intento de adquirir un poder sin igual que puede aportar muchas cosas, tanto a la República Galáctica y como al Imperio Sith. El jugador (de cualquier bando) deberá romper el dominio del cartel sobre este mundo una vez tranquilo y poner fin a su lucha por la dominación galáctica. | - República Galáctica - Imperio Sith |
| Nar Shaddaa  | Dominado por un mercado negro que abastece toda clase de indulgencia, la luna se ha convertido en el último símbolo de la corrupción. Los niveles superiores presentan un interminable desfile de relucientes torres de neón y palacios flotantes del placer, no habiendo mayor concentración de riqueza en toda la galaxia. Mientras que otros sistemas estaban ofreciendo lealtad al Imperio o a la República, los hutts consiguieron mantener el control sobre Nar Shaddaa dando se cuenta que podían mantener su autonomía y obtener mayores ganancias al tratar con ambas partes. Este delicado acto de equilibrio ha aumentado el riesgo al hacer negocios, pero no ha disuadido a la competencia. El Intercambio y el Cartel Hutt se han involucrado en una lucha por dominar el crimen que se mueve por toda la galaxia, pero se encuentra localizada en la pequeña luna de Nar Shaddaa. | - República Galáctica - Imperio Sith |
| Ord Mantell  | Las llanuras montañosas y las islas volcánicas de Ord Mantell muestran los estragos causados por la despiadada Guerra Civil. Aunque en gran parte sin oposición durante la guerra entre la República y el Imperio Sith, las cosas cambiaron después del Tratado de Coruscant. Muchos sistemas estelares se desvincularon de la República, pero los gobernantes corruptos de Ord Mantell decidieron que era mejor negocio permanecer fieles a la República. Los sindicatos del crimen respaldan al gobierno local y están trayendo del mercado negro de Nar Shadda armamento y tecnología, y la República está empezando el despliegue de sus fuerzas de élite. | - República Galáctica                |
| Quesh        | Los venenos de su atmósfera han hecho de Quesh uno de los planetas más peligrosos de la galaxia y conseguir el control y la explotación de estos ha provocado una batalla entre la República y el Imperio Sith. Aunque los hutts se han declarado neutrales en el conflicto armado, algunas familias hutt decidieron ayudar a la república a cambio de obtener beneficios por las investigaciones sobre los químicos del planeta. Sin embargo, está alianza fue descubierta, y los cárteles de los hutts se han visto obligados a cooperar con el Imperio cuando lanzó un ataque a gran escala contra el planeta Quesh, tratando de destruir las instalaciones de la República y controlar el planeta para utilizar sus codiciados recursos en beneficio de sus propios intereses. Ahora, la República lucha para defender su inversión desde el Imperio y sus aliados, los infelices del Cártel Hutt. | - República Galáctica - Imperio Sith |
| Taris        | Taris es un pantano posapocalíptico, abandonado, pero no olvidado por la gran mayoría de la galaxia durante 3 siglos. Hasta hace poco, solamente las ruinas polvorientas eran testimonio de la próspera civilización que una vez pobló la superficie de planeta y que fue aniquilada por Darth Malak mientras el Lord Sith intentaba matar a la Caballero Jedi Bastila Shan. Decididos a vencer los desafíos, la República y los líderes Jedi incrementan sus esfuerzos en la colonización. La reconstrucción de lo que los Sith destruyeron 300 años atrás sería una victoria simbólica monumental para la República, demostrando a la galaxia que no hay que temer a los Sith. Pero el Imperio no tiene ninguna intención de permitir un logro tan significativo. | - República Galáctica - Imperio Sith |
| Tatooine     | Lejos del borde exterior, el desierto de Tatooine brilla asolado por los rayos de dos soles brillantes. Diseminadas por el paisaje desolado del planeta apenas se encuentran pequeñas civilizaciones, rodeadas por la vasta extensión de dunas de arena estéril y desfiladeros rocosos a los que muy pocos viajeros osados que se han aventurado en ellos han sobrevivido. El puerto de avanzada Anchorhead se ha convertido en un refugio fuera de la ley para los contrabandistas, piratas y cualquier otra persona que quiera esconderse. Aunque Anchorhead sirve con frecuencia como un punto de suministro y reabastecimiento de los buques de la República que pasan por el borde exterior: la República carece de presencia oficial en Tatooine e ignora que el ejército Imperial se encuentra en Tatooine investigando los antiguos laboratorios Czerka. Esta pequeña unidad del Imperio se encuentra en la ciudad de Mos Ila, ciudad restaurada por los Jawas para promover el comercio antes que los soldados del Imperio se apoderaran de los locales y expulsaran a los Jawas al desierto, con lo que el emplazamiento imperial está muy próximo a Anchorhead. | - República Galáctica - Imperio Sith |
| Tython       | Místicos sabios se reunieron en el mundo duro y misterioso de Tython milenios atrás para iniciar los primeros estudios de la Fuerza. Un pequeño grupo de supervivientes huyeron a otro sistema estelar, poner su oscuro pasado detrás de ellos, y fundó la Orden Jedi. Cuando el Imperio saqueó Coruscant y destruyó su antiguo templo, el Consejo Jedi decidió reconstruir el Templo en Tython y capacitar a una nueva generación de Jedis a la batalla de la amenaza Sith. Pronto descubrió, sin embargo, que el poder místico Tython la llevó a su oscuro legado, un poder penetrante de origen desconocido ... | - República Galáctica                |
| Voss         | Descubierto por accidente poco después de la firma del Tratado de Coruscant, sus rocosas mesetas, sus picos vírgenes y sus verdes bosques dieron la impresión de ser un planeta inhabitado. Sin embargo, cuando la segunda especie del planeta Voss, con mucha menos población, se dio a conocer, la Galaxia se vio arrastrada al caos y la guerra estaba a punto de reiniciarse. Cuando el Imperio Sith conspiró para conquistar el planeta Voss, la República procuro defender el planeta, pero los místicos previeron ambos planes y finalmente toda una flota desapareció, el Imperio fue humillado y los dos grandes poderes acuden en son de paz al planeta Voss para ganarse el favor de los Místicos. | - Independiente                      |

### Especies
En cuanto a las especies ficticias del universo de Star Wars se han confirmado la inclusión de los humanos, Gormak, Transdoshan, Miraluka, Mirialan, Rattataki, Sith de sangre pura, twi'lek y zabrak, algunas de estas especies aparecen por primera vez en los juegos de Star Wars. Los seres humanos y Zabrack son las únicas razas que se pueden elegir para cualquier clase disponibles, las otras especies estarán limitadas a cierto número de clase.
Las escenas de combate espacial fueron lanzadas en Gamescom. El breve clip proporcionado por BioWare reveló que el combate espacial será un "shooter túnel". Un tirador del túnel, también conocido como un shooter de desplazamiento, es un juego de vuelo, donde el jugador está en una pista determinada. El juego incluye moverse a la derecha y la izquierda en el eje X y arriba y abajo en el eje Y, sin embargo, los jugadores no tienen el control de la velocidad de sus naves espaciales. 
| Especie         | Descripción | Clases |
| --------------- | ----------- | ------ |
| Cathar          |             |        |
| Chiss           |             |        |
| Cyborg          |             |        |
| Humano          |             |        |
| Miraluka        |             |        |
| Mirialano       |             |        |
| Rattataki       |             |        |
| Sith Purasangre |             |        |
| Twi'lek         |             |        |
| Zabrak          |             |        |

### Clases
Tanto la República Galáctica como el Imperio Sith tendrán sus diferentes clases, con una historia de fondo distinto afectando el progreso del juego. Algunas clases pertenecerán exclusivamente a una facción, en ese caso, ciertas clases serán el reflejo o la versión contraria de otras (por ejemplo, los caballero Jedi y los guerreros Sith ). Ocho clases de personajes ya han sido confirmados: Los cazarrecompensas, los guerreros Sith, los agentes imperiales y los Sith Inquisidores para el Imperio Sith; en cuanto a la República Galáctica sus clases son: las tropas de soldados, los contrabandistas, los caballeros Jedi y los Jedi consulares. Aunque cada clase tendrá una historia distinta, se podrá integrar con la historia en general del juego. Todos los jugadores recibirán su propia nave lo que fue anunciado en la página oficial SWTOR.
| República Galáctica Mundo Capital: Coruscant Base de Flota: Estación Carrick |             |                 |                                  |             |                               |             |                                                    |
| Nombre de clase                                                              | Descripción | Planeta inicial | Clase avanzada                   | Descripción | Nave                          | Descripción | Especies jugables                                  |
| Soldado                                                                      | -           | Ord Mantell     | - Comando - Vanguardia           | -           | BT-7 Trueno                   | -           | - Cyborg - Humano - Mirialano - Zabrak             |
| Contrabandista                                                               | -           | Ord Mantell     | - Pistolero - Sinvergüenza       | -           | Carguero ligero serie XS      | -           | - Humano - Cyborg - Mirialano - Twi'lek - Zabrak   |
| Caballero Jedi                                                               | -           | Tython          | - Guardián Jedi - Centinela Jedi | -           | Corbeta ligera clase-Defensor | -           | - Humano - Miraluka - Mirialano - Twi'lek - Zabrak |
| Cónsul Jedi                                                                  | -           | Tython          | - Sombra Jedi - Sabio Jedi       | -           | Corbeta ligera clase-Defensor | -           | - Humano - Miraluka - Mirialano - Twi'lek - Zabrak |

| Imperio Sith Mundo Capital: Dromund Kaas Base de Flota: Espaciopuerto Vaiken |             |                 |                                  |             |                                  |             |                                                          |
| Nombre de clase                                                              | Descripción | Planeta inicial | Clase avanzada                   | Descripción | Nave                             | Descripción | Especies jugables                                        |
| Cazarrecompensas                                                             | -           | Nal Hutta       | - Powertech - Mercenario         | -           | Nave patrulla D5-Mantis          | -           | - Chiss - Cyborg - Humano - Rattataki - Zabrak           |
| Agente Imperial                                                              | -           | Nal Hutta       | - Operativo - Francotirador      | -           | Prototipo X-70B clase-Fantasma   | -           | - Chiss - Cyborg - Humano - Rattataki - Zabrak           |
| Guerrero Sith                                                                | -           | Korriban        | - Gigante Sith - Merodeador Sith | -           | Interceptor Imperial clase-Furia | -           | - Cyborg - Humano - Sith Purasangre - Zabrak             |
| Inquisidor Sith                                                              | -           | Korriban        | - Hechicero Sith - Asesino Sith  | -           | Interceptor Imperial clase-Furia | -           | - Human0 - Rattataki - Sith (especie) - Twi'lek - Zabrak |

### Compañeros
El juego cuenta con un grupo de compañeros con los que los jugadores podrán recibir ayuda tanto en la recopilación y elaboración de misiones de forma asincrónica a las aventuras del jugador en el mundo. El jugador puede asignar un máximo de cinco compañeros para llevar a cabo diversas destrezas. La Habilidad para fabricar objetos permiten los compañeros del jugador para crear elementos. Las habilidades de recolección permiten los compañeros del jugador para obtener recursos en el mundo. Las habilidades de la misión de permitir que los compañeros del jugador para realizar actos en nombre del jugador, ganando la luz de la Fuerza para el jugador o la influencia del lado oscuro y otras recompensas sin especificar.
Durante el E3 2011, se mostró un video con imágenes del juego de una cazarrecompensas, que tiene la capacidad de tener un compañero llamado Blizz que es un Jawa. Los desarrolladores afirmaron durante la charla que sólo el cazarrecompensas sería capaz de obtener a Blizz al igual que otras clases que tienen compañeros únicos, así como algunos compañeros que son usuarios de la fuerza.
Durante la transmisión de video E3 mismo 2011, se ha demostrado que los compañeros tendrán una pantalla de carácter similar a los jugadores y el equipo puede tener sólo como un personaje del jugador.
Bioware también ha confirmado la opción de romance entre personajes del mismo sexo.

#### Personajes compañeros
Esta lista incluye a todos los personajes compañeros con su clase correspondiente
| Cónsul Jedi — Barsen'thor - Qyzen Fess - Nadia Grell - Zenith - Tharan Cedrax - Felix Iresso - C2-N2 - HK-51 Caballero Jedi — Héroe de Tython - T7-O1 - Kira Carsen - Archiban Kimble - Fideltin Rusk - Scourge - C2-N2 - HK-51 Contrabandista — As - Bowdaar - Corso Riggs - Akaavi Spar - Languss Tuno - Risha - C2-N2 - HK-51 Soldado — Comandante del escuadrón Havoc no identificado - Tanno Vik - M1-4X - Aric Jorgan - Elara Dorne - Yuun - C2-N2 - HK-51 | Cazarrecompensas — Gran Campeón de la Gran Caza - Mako (hacker)\|Mako - Blizz - Skadge - Gault Rennow - Torian Cadera - 2V-R8 - HK-51 Agente Imperial — Cifra Nueve - Kaliyo Djannis - Scorpio - Eckard Lokin - Vector Hyllus - Raina Temple - 2V-R8 - HK-51 Inquisidor Sith — Darth Nox / Darth Occlus / Darth Imperius - Khem Val - Xalek - Andronikos Revel - Ashara Zavros - Talos Drellik - 2V-R8 - HK-51 Guerrero Sith — Ira del Emperador - Vette - Pierce - Malavai Quinn - Jaesa Willsaam - Broonmark - 2V-R8 - HK-51 |

## Producción

### Desarrollo
The Old Republic es para BioWare, la primera vez que incursiona en el mercado del MMORPG, y será el segundo juego de Star Wars que corre bajo este género después de Star Wars Galaxies. BioWare llevaba mucho tiempo interesado en trabajar en un MMORPG, pero esperó hasta que tuvo "Las patentes correctas, el equipo adecuado, y el derecho de propiedad intelectual". Uno de los principales objetivos en el juego es en el desarrollo de las historias de los personajes individuales. BioWare considera que este juego tiene más contenido de la historia de todos sus otros juegos combinados. El equipo de redacción ha estado trabajando en el proyecto ya que cualquiera de los equipos del juego en el desarrollo. en octubre de 2008 vista previa señaló algunas de las 12 a tiempo completo escritores habían estado trabajando en The Old Republic para obtener más de dos años en ese momento.

### Banda sonora
La música del juego estará compuesta por Marck Griskey, Gordy Haab, Jesse Harlin, Lennie Moore, y Wilbert Roget II. Sin embargo en los tráileres de los videojuegos que han salido, se ha utilizado la banda sonora de John Williams especialmente, melodías del episodio III, la venganza de los Sith.

### Otros medios
Además del videojuego, LucasArts ha anunciado una gran cantidad de productos relacionados con la historia de este. Un grupo de novelas relacionadas con el juego han sido escrito por diferentes autores. Sean Williams escribió uno el cual ha sido llamado Star Wars: The Old Republic: Fatal Aliance el cual fue lanzado a la venta el 21 de julio de 2010. Una segunda novela de 256 páginas llamada Deceidved fue lanzada por Del Rey el 22 de marzo de 2011. Esta historia, escrita por Paul S. Kemp, narra la historia de Darth Malgus, el Lord Sith responsable del saqueo de Coruscant. Por último, BioWare anunció que Drew Karpyshyn había escrito un libro llamado Revan que fue lanzado el 15 de noviembre de 2011. Este libro cuenta con Darth Revan como principal protagonista y revela el destino de este después del juego KOTOR.
Junto con las novelas, se han incluido también, dos historias cortas relacionadas con la trama del videojuego. la primera de ellas se titula The Old Republic: Smuggler's Vanguard y narra la historia de Hylo Visz, una contrabandista que se encarga de destruir el bloqueo a la República interpuesto por los Mandalorianos; esta historia fue puesta a la venta el 25 de marzo de 2010. La segunda historia, se titula The Old Republic: The Third Lesson y su argumento se centra en Darth Malgus y lo que sucedió después de la batalla de Alderaan, la historia fue puesta a la venta el 2 de marzo de 2011.
En el mundo de los cómics, tres historias diferentes han sido producidas para el juego por Dark Horse divididas en tres volúmenes las primeras dos, y en cinco la tercera. La primera, en sentido cronológico al juego, se titula The Old Republic - Blood of Empire desarrollado por Alexander Freed la cual sigue la historia de un aprendiz Sith en una misión peligrosa y secreta. La historia está ambientada 25 años antes del Tratado de Coruscant, y ofrece a los lectores una nueva perspectiva de los acontecimientos que condujeron a los hechos en The Old Republic. 
Un segundo cómic fue producido por Dark Horse y escrito por Rob Chestney el cual se titula The Old Republic - Threat of Peace el cual ofrece un trasfondo para el juego. La historia se extiende justo en el tiempo del tratado de Coruscant teniendo como protagonista a Satele Shan y la misión que esta tiene como embajadora de la república. El cómic llegó a su conclusión en marzo de 2010. Por último se hizo el cómic titulado The Old Republic - The Lost Suns, desarrollado también por Alexander Freed, este cómic está dividido en cinco volúmenes y su trama transcurre 10 años después de la firma del tratado de Coruscant y tiene como protagonista al hijo secreto de Satele Shan.

## Avances y lanzamiento
El primer tráiler cinematográfico del juego se tituló Deceived (Engañados, en español), se presentó en el 2009 Conferencia de Prensa Ofrecida de Electronic Arts E3 el 1 de junio de 2009. Una demostración en vivo del público se mostró por primera vez en Games.com. El 29 de septiembre de 2009, Bioware anunció que aceptará solicitudes para los probadores de la comunidad de juego. En cuestión de minutos, el sitio web oficial tuvo que cerrarse debido a la gran cantidad de tráfico que llegó a tener, y Bioware anunció poco después de que el sitio estaba siendo cambiado para acomodar el incremento de visitantes. Un segundo tráiler cinematográfico, "Hope" (Esperanza), fue lanzado el 14 de junio de 2010, que representa otra batalla que ocurrió antes del juego, la Batalla de Alderaan. Las Pruebas del juego fueron anunciadas oficialmente para el 9 de julio de 2010, para los evaluadores de los territorios de América del Norte. En septiembre de 2010, el sitio web oficial confirmó la inclusión del personaje de Darth Revan y la información de su papel en el juego. El 6 de junio, un nuevo tráiler de "Return" (Retorno, en español), fue lanzado en el E3 2011, que representa la primera fuerza de invasión Sith que retoma su mundo de origen, Korriban.
A partir del 21 de julio de 2011, Electronic Arts y BioWare comenzaron a aceptar pedidos anticipados para el juego. Se confirmó que el lanzamiento del juego sería el 20 de diciembre en Norteamérica y el 22 de diciembre en Europa, sin embargo se decidió adelantar el lanzamiento en tierra europeas haciéndolo simultáneo con el norteamericano. Se concedió acceso anticipado al juego una semana antes del lanzamiento, el 13 de diciembre de 2011, para aquéllos que hubieran reservado el juego en línea; el acceso se abrió en "oleadas" según la fecha de reserva.
A pesar de que se estrenó en la mayoría de las regiones del mundo en la fecha establecida, EA ha confirmado que los habitantes de la zona Australasia no obtendrían el juego en su lanzamiento, pero si en una fecha posterior. La razón detrás de esto es la de contener las copias digitales y así evitar los problemas que surjan durante el lanzamiento. Sin embargo BioWare ha revelado que el juego no estará atado a una región o tendrá IP bloqueados permitiendo a los jugadores comprar el juego de otras regiones. Además, BioWare han permitido a los jugadores de Australia y Nueva Zelanda tomar parte en la fase beta del juego. Allison Berryman de BioWare Community Manager dijo que «los datos de esta prueba se utilizarán para informar las decisiones sobre el lanzamiento del juego en las regiones oceánicas"; sin embargo, no pudo proporcionar ninguna información en cuanto al lanzamiento del juego en esas regiones.» El 11 de octubre de 2011, BioWare ha anunciado que Star Wars: The Old Republic será lanzado el 20 de diciembre de 2011 en las regiones de Europa y Norteamérica excluyendo a las ya mencionadas Australia y Nueva Zelanda.

## Expansiones
| Título                        | Lanzamiento            |
| ----------------------------- | ---------------------- |
| Rise of the Hutt Cartel       | 14 de abril de 2013    |
| Galactic Starfighter          | 4 de febrero de 2014   |
| Galactic Strongholds          | 14 de octubre de 2014  |
| Shadow of Revan               | 9 de diciembre de 2014 |
| Knights of the Fallen Empire  | 27 de octubre de 2015  |
| Knights of the Eternal Throne | 2 de diciembre de 2016 |
| Onslaught                     | 22 de octubre de 2019  |
| Legacy of the Sith            | Finales de 2021        |

## Recepción

### Ventas
Prelanzamiento
El título ya ha recibido los elogios de varios medios de comunicación, aún meses antes de su lanzamiento. Pax East 2011 y el E3 2010, han abierto al público la posibilidad de pre-ordenar The Old Republic. Muchas de las fuentes de noticias relacionadas con el juego han elogiado la calidad del proyecto para su exhibición en la convención. El juego fue nominado a los Game Critics Awards del 2010 en las categorías Mejor juego multijugador en línea y Mejor juego de Rol, siendo galardonado con este último. IGN elogió la historia de los Jedi, indicando que es más sencillo para el jugador centrarse en la historia en lugar de la misión a la mano. El 27 de julio de 2011 EA ha anunciado que The Old Republic rompió el récord de EA para el mayor número de pedidos anticipados en su historia, se han mandado a reservar más de 200.000 unidades en los seis días desde que se comenzó a pre-ordenar.
Lanzamiento
El juego, como se había pronosticado antes, salió a la venta el 20 de diciembre y BioWare ha confirmado que en su primera semana, el juego ha superado ya el millón de usuarios suscritos. Ray Muzyka, manager general de BioWare, declaró que es «el MMO por suscripciones que más rápidamente ha alcanzando esta cifra en la historia de nuestra industria».